# Bolszoj Wjas
Bolszoj Wjas (ros. Большой Вьяс) – wieś (sieło) w Rosji, w obwodzie penzeńskim, w rejonie łunińskim. W 2010 liczyła 1419 mieszkańców.

## Urodzeni
- Giennadij Jagodin – radziecki naukowiec i polityk.